# Кіборг-поліцейський
«Кіборг-поліцейський» (англ. Cyborg Cop) — американський фантастичний бойовик 1993 року режисера Сема Фьорстенберга.

## Сюжет
Двох поліціянтів, братів, звільняють з роботи за те, що вони вбили маніяка, який захопив у заручниці дівчину. Маніяк виявився сином великого видавця. Після цього їм запропонували небезпечне завдання, а один з братів, Джек, відмовився. Завдання виявилося пасткою — загін був знищений, а лиходій-учений Кессель перетворив брата в кіборга-вбивцю у своїй лабораторії. Потім цих істот продавали всім, у кого на це були гроші. Дізнавшись, що його брат пропав, Джек вирушає його виручати.

## У ролях
- Девід Бредлі — Джека Райана
- Джон Ріс-Девіс — Кессель
- Тодд Дженсен — Філліп
- Алонна Шоу — Кеті
- Рон Смержак — Каллан
- Руфус Сварт — кіборг
- Ентоні Фріджон — Хоган
- Шалом Кенан — Стів
- Роберт Вайтгед — доктор Стехман
- Френк Нотаро — безумний
- Стівен Лідер — Френкі
- Курт Егельхоф — Рестман
- Біллі Машидо — молодий поліцейський
- Ернест Ндлову — сержант
- Селдом Нгвенья — кремезний поліцейський
- Девід Пайтоу — менеджер готелю
- Сідні Чама — бізнесмен 1
- Дік Рейнеке — бізнесмен 2
- Грехем Вейр — місцевий
- Рамало Макхене — робітник
- Кімбірлі Старк  — заручниця
- Роберт Рейнольдс — Джонсон